# Дамаскин Студит
Вижте пояснителната страница за други личности с името Студит.
Дамаскин Студит (на гръцки: Δαμασκηνός Στουδίτης) е гръцки духовник и учен от XVI век, обявен за светец от Църквата на Гърция в 2013 година. Дамаскин е плодовит писател, известен предимно с проповедите си. Част от произведенията му са на народен гръцки език. Творчеството на Дамаскин Студит води до развитие на така наречената дамаскинарска литература и оказва силно влияние върху българската и другите славянски култури.

## Биография
Дамаскин е роден около 1520 година в македонския град Солун, тогава в Османската империя. Традиционно се смята, че млад заминава за столицата Цариград, където преди 1546 година постъпва в Студийския манастир, откъдето идва прякорът му. Според Е. К. Лицас обаче прякорът Студит идва от това, че е виден проповедник и не говори за връзка със Студийския манастир. Като дякон, учи в прочутата Патриаршеската академия, при схоларха на академията Теофан Нотарас. По-късно е проповедник в Цариград и събира материал, използван за сборника му с проповеди „Съкровище“ (Θησαυρός).
Между 1550 и 1558 година Дамаскин е в района на Трикала, вероятно като учител в тамошното училище. Преди 1558 година става свещеник. След като е ръкоположен за презвител е изпратен като патриаршески екзарх в Русия. Заминава за Венеция, където в 1561 година отпечатва „Съкровище“. В синодален акт от 1564 година Дамаскин вече се подписва като „смирен епископ рендински“. Дамаскин участва в Цариградския събор, председателстван от архиепископ Паисий Охридски, който сваля патриарх Йоасаф II Константинополски в 1565 година. Дамаскин подписва акта на събора от януари 1565 година като смирен епископ Рендински (ο ταπεινός επίσκοπος Ρεντίνης). Споменат е като Поленински проедър. В 1573 година става проедър на Доменикската и Еласонска епископия. В 1574 година е назначен на катедрата на навпактския и артенски митрополит и става патриаршески епитроп по време на пребиваването на патриарх Йеремия II Константинополски в Пелопонес. Според свидетелството на съвременника му Гавриил Каланас в 1577 година Дамаскин се установява в Арта, където от XIV век е седалището на Навпактската митрополия. Симеон Кавасила му посвещава една епиграма.
Дамаскин Студит умира в 1577 година.
На 26 ноември 2013 година Църквата на Гърция канонизира Дамаскин Студит заедно с Акакий Литийски и Рендински и установява дата за празника му 27 ноември. Канонизацията е предшествана от научна конференция, посветена на двамата деятели, която е организирана от Лъгадинската, Литийска и Рендинска митрополия.

## Творчество и влияние
Дамаскин е един от най-културните дейци в Гърция през XVI век – писмата му до различни адресати свидетелстват за обширните му познания. Германският теолог Стефан Герлах (1546 - 1612), макар и враждебно настроен към православието, твърди, че Дамаскин Литийски и Рендински един от тримата най-образовани православните клирици на своето време. Сред учениците му са патриарсите Митрофан III Константинополски и Йеремия II Константинополски.
Дамаскин Студит е автор на произведения в стихове и проза. Най-важното съчинение на Дамаскин е „Съкровище“ (с пълно име Θησαυρὸς Ϫαμασκηνοῦ ὑποδιακόνου καὶ Στουδίτου τοῦ Θεσσαλονικέως, μετὰ τῆς προσθήκης ἐν τῷ τέλει καὶ τέρων πτὰ λόϒων ψυχωφελεστάτων καὶ τῆς ἐξηϒήσεως τοῦ Πάτερ ἡμῶν), което представлява сборник с полезни и поучителни наставления на народен гръцки, отпечатана във Венеция в 1561 година и многократно преиздавана. Други произведения на Дамаскин са „Стихове героико-елегически на Успение...“ (Στίχοι ἡρωοελεϒεῖοι εἰς τὴν Κοίμησιν...), „Физиолог“ (Μερικὴ διάϒνωσις ἐκ τῶν παλαιῶν φιλοσόφων περὶ φύσεως καὶ ἰδιωμάτων τινῶν ζώων, συναθροισθεῖσα περὰ τοῦ ἐν ἀρχιερεῦσι λοϒιωτάτου κυρίου Ϫαμασκηνοῦ τοῦ Στουδίτου), издаден в приложение към „Ирмология“ (Венеция, 1742). Отделно венецианско издание на този трактат е озаглавено „Събрание от книгите на древните философи всичко, което са казали за пернатите птици и сухопътните и морските животни или превод на Физиолога“ (Συνάθροισις ἀπὸ τῶν βιβλίων τῶν παλαιῶν φιλοσόφων, ὅσα εἶπον περὶ τῶν πετεινῶν ὀρνέων καὶ χερσαίων ζώων καὶ περὶ τῶν θαλασσίων, ἤτοι μετάφρασις τοῦ Θυσιολόϒου), „Прозаическо слово за десетте Моисееви заповеди“ (Λόϒος πεζῇ τῇ φράσει εἰς τὸν Ϫεκάλοϒον τοῦ Μωϋσέως), издадено във Венеция заедно с „Маргарити“ на Йоана Златоуст в 1630 г., „Поучение към искащите да се спасят монаси“ (Παραίνεσις πρὸς τοὺς θέλοντας σωθῆναι μοναχούς̇ τοῦ ἐν ἐπισκόποις λοϒιωτάτου κυροῦ Ϫαμασκηνοῦ Λιτῆς καὶ Ρεντίνης καὶ προέδρου Πολιανῆς, Βενετία, 1565), „Предсказващите знамения на звездите и луната за дъжда и вятъра от различните поети и учители“ (Προϒνωστικὰ σημεῖα περὶ βροχῆς, ἀνέμου ἐκ τῶν ἀστέρων καὶ ἐκ τῆς σελήνης ἐκ διαφόρων ποιητῶν καὶ διδασκάλων, ποίημα κυροῦ Ϫαμασκηνοῦ Ναυπάκτου καὶ ῎Αρτης, περιέχον καὶ ἄλλα τινά), „Сатирически диалог на Дамаскин Рендински против архиереите“ (Κωμῳδοδιάλοϒος Ϫαμασκηνοῦ Ρεντίνης κατὰ ἀρχιερέων), в който участват Дамаскин и Гавриил, игуменът на манастира „Света Анастасия Узорешителница“, Омировски центори (῾Ομηρόκεντρα). Автор е и на църковноисторическо съчинение в две части – „Патриаршеска история на Цариград“ (1584) и „Гражданска история на Цариград“ (1584, незавършена).
Словата на Дамаскин Студит са ново явление в гръцката литература, тъй като предназначени за слушатели от народа, те са на говорим новогръцки език и са ясни и достъпни. Популярни са във всички слоеве на християнското население. „Съкровище“ се появява в западните български земи с два превода през последната четвърт на XVI век. До края на XVIII век претърпява многобройни частични и пълни ръкописни преводи. Словата на Студит са допълвани, развивани и влизат в основата на най-разнообразни сборници - така наречените дамаскини. Дамаскин е любим автор на Йосиф Брадати, оказва влияние върху Паисий Хилендарски и върху Софроний Врачански. Под влияние на Дамаскин българските преводачи започват да изоставят църковнославянския език и да пишат на говорим български. Българската литература се обогатява с нови разнообразни творби. Някои от разказите на Дамаскин намират отражение и в българския фолклор.
Словата на дамаскин са известни и в Сърбия. Превеждани са в Русия в XVII и XVIII век. В 1571 година в Кайсери излиза превод на турски език с гръцки букви за туркоезичните християни в Мала Азия.